# The Rox Box/Roxette 86-06
The Rox Box / Roxette 86-06 (en español sería: "La caja de Rox / Roxette 86-06") es el título completo de un box-set o caja recopilatoria del duo sueco de música pop Roxette, sacado a la venta el 18 de octubre 2006 que incluye 4 CDS de audio y 1 DVD con los mejores videoclips del grupo, celebrando 20 años de sus grandes éxitos en singles como álbumes. Este box-set es muy parecido a un álbum compilación-con sus grandes éxitos-anterior a éste lanzamiento llamado "A Collection of Roxette Hits - Their 20 Greatest Songs!" sólo que este último no trae el DVD.

## Especificaciones del box-set
Las canciones que trae este recopilatorio se remontan desde la primera grabación de Roxette, "Neverending Love", hasta canciones nuevas grabadas expresamente para éste box-set, como lo son "One Wish" y, "Reveal". "One Wish" y "Reveal" también están incluidas en su álbum de "A Colletion of Roxette Hits". Otras canciones pueden ser también encontradas en ésta caja recopilatoria, incluyendo además demos y temas grabados en directo.
En el DVD que viene en éste box-set se incluye el concierto completo (23 temas) que Roxette realizó para MTV Unplugged en 1993 para la que fue un concierto inédito. "Así les recomiendo que se lo compren" - palabras textuales de Roxette.
En una entrevista radial en Vancouver de la isla de CKWV-FM ("The Wave"), Gessle compartió información sobre " The Box Rox":

«Son cuatro CD, un DVD, un poco de esto, un poco de aquello, outtakes y demos y esas todas esas cosas. Es como una cosa de una mesa de café, y es muy, muy grande con un libreto de 80 páginas y esas cosas»
Texto tomado de: Ian Seggie (Producer) (2006). Gessle interviewed on CKWV-FM "The Wave". CKWV-FM "The Wave".

## Lista de canciones incluidas

### CD uno
Todas las canciones escritas y compuestas por Per Gessle unless noted.. 
| CD one |                                                                     |          |  |
| N.º    | Título                                                              | Duración |  |
| 1.     | «Neverending Love» (Single from Pearls of Passion)                  | 3:27     |  |
| 2.     | «Secrets That She Keeps» (From Pearls of Passion)                   | 3:41     |  |
| 3.     | «Goodbye to You» (Single from Pearls of Passion)                    | 4:00     |  |
| 4.     | «Soul Deep» (Single from Pearls of Passion)                         | 3:33     |  |
| 5.     | «The Look» (Single from Look Sharp!)                                | 3:57     |  |
| 6.     | «Dressed for Success» (Single from Look Sharp!)                     | 4:12     |  |
| 7.     | «Sleeping Single» (From Look Sharp!)                                | 4:38     |  |
| 8.     | «Paint» (From Look Sharp!)                                          | 3:32     |  |
| 9.     | «Dangerous» (Single from Look Sharp!)                               | 3:51     |  |
| 10.    | «Listen to Your Heart» (Single from Look Sharp!)                    | 5:15     |  |
| 11.    | «The Voice» (B-side to "Fingertips '93"; outtake from Look Sharp!)  | 4:16     |  |
| 12.    | «Cry» (Demo)                                                        | 5:09     |  |
| 13.    | «It Must Have Been Love» (Single from the Pretty Woman Soundtrack)  | 4:19     |  |
| 14.    | «Joyride» (Single from Joyride)                                     | 4:01     |  |
| 15.    | «Fading Like a Flower (Every Time You Leave)» (Single from Joyride) | 3:53     |  |
| 16.    | «Spending My Time» (Single from Joyride)                            | 4:36     |  |
| 17.    | «Watercolours in the Rain» (From Joyride)                           | 3:39     |  |
| 18.    | «Church of Your Heart» (Single from Joyride)                        | 3:23     |  |
| 19.    | «Perfect Day» (From Joyride)                                        | 4:06     |  |

### CD dos
| CD two |                                                                                         |          |  |
| N.º    | Título                                                                                  | Duración |  |
| 1.     | «The Big L» (Single from Joyride)                                                       | 4:28     |  |
| 2.     | «(Do You Get) Excited?» (From Joyride)                                                  | 4:17     |  |
| 3.     | «Things will never be the same» (From Joyride)                                          | 4:28     |  |
| 4.     | «The Sweet Hello, The Sad Goodbye» (B-side to "Spending My Time"; outtake from Joyride) | 3:48     |  |
| 5.     | «Love Spins» (Demo)                                                                     | 3:31     |  |
| 6.     | «Seduce Me» (B-side to "June Afternoon"; Demo)                                          | 3:56     |  |
| 7.     | «How Do You Do!» (Single from Tourism)                                                  | 3:11     |  |
| 8.     | «The Heart Shaped Sea» (From Tourism)                                                   | 4:32     |  |
| 9.     | «The Rain» (From Tourism)                                                               | 4:50     |  |
| 10.    | «Never Is a Long Time» (From Tourism)                                                   | 3:46     |  |
| 11.    | «Silver Blue» (From Tourism)                                                            | 4:08     |  |
| 12.    | «Come Back (Before You Leave)» (From Tourism)                                           | 4:32     |  |
| 13.    | «Queen of Rain» (Single from Tourism)                                                   | 4:56     |  |
| 14.    | «Almost Unreal» (Single from the Super Mario Bros. Soundtrack)                          | 3:58     |  |
| 15.    | «Sleeping in My Car» (Single from Crash! Boom! Bang!')                                  | 3:34     |  |
| 16.    | «Crash! Boom! Bang!» (Single from Crash! Boom! Bang!)                                   | 4:28     |  |
| 17.    | «Vulnerable» (Single from Crash! Boom! Bang!)                                           | 4:29     |  |
| 18.    | «The First Girl on the Moon» (From Crash! Boom! Bang!)                                  | 2:57     |  |
| 19.    | «I'm Sorry» (From Crash! Boom! Bang!)                                                   | 3:11     |  |

### CD tres
| CD three |                                                                                             |          |  |
| N.º      | Título                                                                                      | Duración |  |
| 1.       | «Run to You» (Single from Crash! Boom! Bang!)                                               | 3:38     |  |
| 2.       | «See Me» (B-side to "Salvation"; outtake from Crash! Boom! Bang!)                           | 3:45     |  |
| 3.       | «June Afternoon» (Single from Don't Bore Us, Get to the Chorus! - Roxette's Greatest Hits!) | 4:11     |  |
| 4.       | «You Don't Understand Me» (Single from Don't Bore Us, Get to the Chorus!)                   | 4:27     |  |
| 5.       | «She Doesn't Live Here Anymore» (Single from Don't Bore Us, Get to the Chorus!)             | 4:04     |  |
| 6.       | «I Don't Want To Get Hurt» (From Don't Bore Us, Get to the Chorus!)                         | 4:17     |  |
| 7.       | «Always Breaking My Heart» (Demo)                                                           | 3:07     |  |
| 8.       | «Help» (From the Abbey Road Sessions)                                                       | 2:57     |  |
| 9.       | «Wish I Could Fly» (Single from Have a Nice Day)                                            | 4:42     |  |
| 10.      | «You Can't Put Your Arms Around What's Already Gone» (From Have a Nice Day)                 | 3:33     |  |
| 11.      | «Waiting for the Rain» (From Have a Nice Day)                                               | 3:38     |  |
| 12.      | «Anyone» (Single from Have a Nice Day)                                                      | 4:32     |  |
| 13.      | «Stars» (Single from Have a Nice Day)                                                       | 3:57     |  |
| 14.      | «Salvation» (Single from Have a Nice Day)                                                   | 4:38     |  |
| 15.      | «Cooper» (From Have a Nice Day)                                                             | 4:20     |  |
| 16.      | «Beautiful Things» (From Have a Nice Day)                                                   | 3:50     |  |
| 17.      | «It Hurts» (Outtake from Have a Nice Day)                                                   | 3:52     |  |
| 18.      | «Little Miss Sorrow» (From The Pop Hits; outtake from Have a Nice Day)                      | 3:57     |  |
| 19.      | «Happy Together» (B-side to "Wish I Could Fly"; outtake from Have a Nice Day)               | 3:56     |  |
| 20.      | «Staring at the Ground» (Demo)                                                              | 3:50     |  |

### CD cuatro
| CD four |                                                                                      |          |  |
| N.º     | Título                                                                               | Duración |  |
| 1.      | «7Twenty7» (Demo; B-side to "Stars")                                                 | 3:27     |  |
| 2.      | «It Will Take a Long Long Time» (Modern Rock Version; B-side to "Real Sugar")        | 3:59     |  |
| 3.      | «Anyone/I Love How You Love Me» (Demo)                                               | 4:12     |  |
| 4.      | «Myth» (Demo)                                                                        | 4:25     |  |
| 5.      | «New World» (Demo)                                                                   | 4:38     |  |
| 6.      | «Better Off on Her Own» (Demo)                                                       | 2:51     |  |
| 7.      | «Real Sugar» (Single from Room Service)                                              | 3:17     |  |
| 8.      | «The Centre of the Heart» (Single from Room Service)                                 | 3:23     |  |
| 9.      | «Milk and Toast and Honey» (Single from Room Service)                                | 4:04     |  |
| 10.     | «Jefferson» (From Room Service)                                                      | 3:58     |  |
| 11.     | «Little Girl» (From Room Service)                                                    | 3:39     |  |
| 12.     | «The Weight of the World» (B-side to "A Thing About You"; outtake from Room Service) | 2:52     |  |
| 13.     | «Every Day» (Outtake from Room Service)                                              | 3:25     |  |
| 14.     | «Bla Bla Bla Bla Bla (You Broke My Heart)» (Demo)                                    | 4:36     |  |
| 15.     | «A Thing About You» (Single from The Ballad Hits)                                    | 3:49     |  |
| 16.     | «Breathe» (From The Ballad Hits)                                                     | 4.34     |  |
| 17.     | «Opportunity Nox» (Single From The Pop Hits)                                         | 3:01     |  |
| 18.     | «All I Ever Wanted» (Demo)                                                           | 4:16     |  |
| 19.     | «One Wish» (Single; recorded 2006)                                                   | 3:03     |  |
| 20.     | «Reveal» (Single; recorded 2006)                                                     | 3:43     |  |

## DVD

### Parte 1: El show (completo) de televisión para MTV Unplugged de Roxette.
| DVD 1: The Complete Roxette MTV Unplugged TV Show! |                                               |          |  |
| N.º                                                | Título                                        | Duración |  |
| 1.                                                 | «The Look»                                    | 4:59     |  |
| 2.                                                 | «Queen Of Rain»                               | 5:45     |  |
| 3.                                                 | «Hotblooded»                                  | 3:51     |  |
| 4.                                                 | «Interview»                                   | 0:32     |  |
| 5.                                                 | «I Never Loved A Man (The way I Love You)»    | 4:41     |  |
| 6.                                                 | «It Must Have Been Love»                      | 5:08     |  |
| 7.                                                 | «Fingertips»                                  | 3:30     |  |
| 8.                                                 | «Interview»                                   | 0:28     |  |
| 9.                                                 | «Heart Of Gold»                               | 4:00     |  |
| 10.                                                | «Church Of Your Heart»                        | 3:00     |  |
| 11.                                                | «Listen To Your Heart»                        | 3:49     |  |
| 12.                                                | «Interview»                                   | 0:25     |  |
| 13.                                                | «Here Comes The Weekend»                      | 4:05     |  |
| 14.                                                | «Joyride»                                     | 5:53     |  |
| 15.                                                | «So You Wanna Be A Rock 'N' Roll Star»        | 2:47     |  |
| 16.                                                | «Dangerous»                                   | 4:46     |  |
| 17.                                                | «Spending My Time»                            | 4:48     |  |
| 18.                                                | «The Heart Shaped Sea»                        | 4:25     |  |
| 19.                                                | «Cry»                                         | 2:33     |  |
| 20.                                                | «Watercolours in the Rain»                    | 4:08     |  |
| 21.                                                | «Surrender»                                   | 3:25     |  |
| 22.                                                | «Fading Like A Flower (Every Time You Leave)» | 3:44     |  |
| 23.                                                | «Perfect Day»                                 | 4:21     |  |

### Parte 2: Todos los videoclips de Roxette.
| DVD 2: All The Roxette Videos! |                                               |          |  |
| N.º                            | Título                                        | Duración |  |
| 24.                            | «Neverending Love»                            |          |  |
| 25.                            | «Soul Deep»                                   |          |  |
| 26.                            | «I Call Your Name»                            |          |  |
| 27.                            | «Chances»                                     |          |  |
| 28.                            | «The Look»                                    |          |  |
| 29.                            | «Dressed For Success»                         |          |  |
| 30.                            | «Listen to Your Heart»                        |          |  |
| 31.                            | «Dangerous»                                   |          |  |
| 32.                            | «It Must Have Been Love»                      |          |  |
| 33.                            | «Joyride»                                     |          |  |
| 34.                            | «Fading Like a Flower (Every Time You Leave)» |          |  |
| 35.                            | «Spending My Time»                            |          |  |
| 36.                            | «(Do you Get) Excited»                        |          |  |
| 37.                            | «Church of Your Heart»                        |          |  |
| 38.                            | «The Big L.»                                  |          |  |
| 39.                            | «How Do You Do!»                              |          |  |
| 40.                            | «Queen of Rain»                               |          |  |
| 41.                            | «Almost Unreal»                               |          |  |
| 42.                            | «Fingertips '93»                              |          |  |
| 43.                            | «Fireworks»                                   |          |  |
| 44.                            | «Sleeping In My Car»                          |          |  |
| 45.                            | «Crash! Boom! Bang!»                          |          |  |
| 46.                            | «Run to You»                                  |          |  |
| 47.                            | «Vulnerable»                                  |          |  |
| 48.                            | «June Afternoon»                              |          |  |
| 49.                            | «You Don't Understand Me»                     |          |  |
| 50.                            | «She Doesn't Live Here Anymore»               |          |  |
| 51.                            | «Un Día Sin Ti» ("Spending My Time")          |          |  |
| 52.                            | «Wish I Could Fly»                            |          |  |
| 53.                            | «Stars»                                       |          |  |
| 54.                            | «Salvation»                                   |          |  |
| 55.                            | «Anyone»                                      |          |  |
| 56.                            | «Real Sugar»                                  |          |  |
| 57.                            | «The Centre of the Heart»                     |          |  |
| 58.                            | «Milk and Toast and Honey»                    |          |  |
| 59.                            | «A Thing About You»                           |          |  |
| 60.                            | «Opportunity Nox»                             |          |  |

## Sencillos
- "One Wish"
- "Reveal"